# Jiřina Hankeová
Jiřina Hankeová (* 12. října 1948 Kladno) je česká malířka, fotografka, básnířka a autorka písňových textů.

## Život
Věnuje se různým oblastem tvorby: kresbě a malbě, poezii, psaní písňových textů a fotografii. Fotografovala již během středoškolského studia, později se věnovala hlavně kresbě a malbě. Obrazy a kresby vystavovala od sedmdesátých let 20. století. V osmdesátých letech ji ovlivnilo setkání se členy skupiny Trasa, zvláště pak Olbram Zoubek, Jitka Válová a Květa Válová. V devadesátých letech začala psát písňové texty na hudbu své dcery Lucie.
Na přelomu století se opět vrátila k fotografii, aniž by opustila předchozí tvůrčí aktivity.

## Dílo

### Sbírky básní
- Co s tím? (poezie s vlastními kresbami) Knihovna Jana Drdy, Příbram 2001, ISBN 80-86240-42-8
- Acrylová poezie (ilustrováno reprodukcemi vlastních obrazů) bibliofilie, Kladno 2002
- Jiné pohledy (poezie ilustrovaná fotografiemi Jiřího Hankeho) bibliofilie, Kladno 2002
- Chlorofyloví lidé (poezie ilustrována kresbami Pavla Sedláčka) Knihovna Jana Drdy, Příbram 2003, ISBN 80-86240-59-2
- Zahodit město za záda (poezie ilustrovaná vlastními fotografiemi) Knihovna Jana Drdy, Příbram 2004, ISBN 80-86240-80-0

### Katalogy výstav
- Trapný pokus o autoterapii (fotografický soubor s texty J. Ševčíkové, V. Jirousové, M. Janaty, R. Guryči), 2009
- Světlo – tvar – barva - Katalog pro výstavu v ArtInBox Gaalery, Praha, 2018, text Michal Janata

### Fotografické cykly (výběr)
- Začalo to docela nevinně (2004) s podtitulem Světlo a tvar
- Trapný pokus o autoterapii (2005-2006)
- PETky (2006)
- Na cestě (2009)
- Cyklické krajiny (2010-2012)
- Banality (od 2008)
- Nový industriál (2009)
- White (2012)
- Nonverbální komunikace (2014-2023)
- Totéž jako jiné (od 2015)
- Roční období (2016)
- Ztráty a nálezy (od 2016)
- U Bílého lva (2018-2019)
- Trochu morbidní obrazy (od 2018)

## Výstavy

### Samostatné výstavy
- 2004 Začalo to docela nevinně, Malá galerie České spořitelny, Kladno
  - Zahodit město za záda, Galerie KD 55, Kladno
  - Zahodit město za záda, Klášter Skalka, Mníšek pod Brdy
  - Zahodit město za záda, Galerie Samson-Café, Muzeum T.G.M., Rakovník
- 2005 Začalo to docela nevinně, Malá galerie Na Hradbách, Kolín
  - Licht und Form, Galerie auf der Pawlatsche, Wien
  - Pyramidální kraji, Krajiny cestou, Malá galerie České spořitelny, Kladno
- 2006 Trapný pokus o autoterapii, Pražský dům fotografie, Praha
  - Světlo a tvar, Klub Koníček Ivana a Dagmar Havlových, Praha
  - PETky, Malá galerie České spořitelny, Kladno
  - PETky, Centrum FotoŠkoda, Praha
  - Trapný pokus o autoterapii, Stredoeurópský dom fotografie, Bratislava
- 2007 Trapný pokus o autoterapii, Proč?, Galerie 4, Cheb
  - Trávy, Malá galerie České spořitelny, Kladno
  - Periferie (s Jiřím Hankem), Výstavní síň FOMA BOHEMIA, Hradec Králové
- 2008 Dva pohledy (s Jiřím Hankem), Lidická galerie, Lidice
  - Trawy, Klodski osrodek kultuty, Klodsko
  - Time Out, Malá galerie České spořitelny, Kladno
- 2009 Jedno místo, Muzeum T.G. Masaryka, Lány
  - Trapný pokus o autoterapii, Galerie Měsíc ve dne, České Budějovice
  - Nový industriál, 5. bienále Industriální stopy, Malá galerie České spořitelny, Kladno
  - Na cestě, Galerie GM, Pardubice
- 2010 Poem, Café Au Chat Noir, České Budějovice
  - Cyklické krajiny, Malá galerie České spořitelny, Kladno
- 2011 Krajiny, Galerie Františka Drtikola, Příbram
  - Na cestě, Galerie Česká Lípa
  - Na cestě, Cyklické krajiny, UniCredit Bank, Praha, Na příkopě
  - Cyklické krajiny, Národní muzeum fotografie, Jindřichův Hradec
  - Za zrcadlem, Malá galerie České spořitelny Kladno
- 2012 Na cestě, Cyklické krajiny, UniCredit Bank Praha, nám. Republiky
  - Banality / fotografie z let 2008–2012, Leica Gallery Prague, Praha, červen 2012[1]
  - Black & White, Frankfurt nad Odrou(s Jiřím Hankem), Labirynt
  - Válovky 90, (s Jiřím Hankem a Robertem Kissem) Malá galerie České spořitelny, Kladno
- 2013 Banality, Malá galerie České spořitelny, Kladno
  - Banality, Muzeum T.G. Masaryka, Rakovník
  - Black & White, Památník Terezín, IV. dvůr Malé pevnosti, cela č.42 (s Jiřím Hankem)
- 2015 Totéž jako jiné, Malá galerie v České spořitelně, Kladno
- 2017 Rodinné balení, Czech Photo Centre, Praha
- 2018 Ztráty a nálezy (Lost & Found), Prague Photo, Clam Gallasův palác, Praha
  - Dvě z Kladna, Světlo – tvar – barva (Light – Shape - color), ArtInBox Gallery, Praha, s Jitkou Válovou
  - U Bílého lva, Blatenský fotofestival, 13. ročník
  - Ztráty a nálezy, Malá galerie České spořitelny, Kladno
- 2019 Folkové prázdniny, Dundee Jam, Kladno
  - Trochu morbidní obrazy, Skalka v rámci 14. ročníku Blatenského fotofestivalu Divočina
- 2020 Banality (s Honzou Flaškou), Kino Kotva, České Budějovice
  - Jiřina a Jiří Hankeovi, Válovky, Městské muzeum Rýmařov
- 2021 Trapný pokus o autoterapii, Blatenský fotofestival 16. ročník
- 2022 Jiří a Jiřina Hankeovi - Válovky 100, 15. 12. 2022 - 26. 2. 2023, kurátor Jiří Hanke[2]
- 2022 Jitka a Květa Válovy: Narozeniny : Pocta sestrám Válovým, 16. 12. – 19. 2. 2022, kurátorka Dagmar Šubrtová[3]
- 2023 Jiřina Hankeová: Trávy, Městské muzeum Rýmařov a Galerie Pranýř, 27. květen - 25. červen 2023,[4] (současně s výstavou: Jiří Hanke: Hledání Ameriky)[5]
  - Jiřina Hankeová – Nonverbální komunikace, Galerie Středočeského kraje, Kutná Hora, 25. června 2023 – 10. září 2023, kurátor: Richard Drury[6]
  - Jiřina Hankeová – Trapný pokus o autoterapii, Kabinet fotografie Kladenského zámku, 14. září - 5. listopadu 2023.[7]
  - Jiřina Hankeová: Ticho, Výstavní síň Středočeské vědecké knihovny v Kladně, 24. říjen - 7. prosinec 2023[8]

### Účast na kolektivních výstavách
- 2006 Autoportrét ve fotografii, Galerie Františka Drtikola, Příbram
- 2007 Hluboká tajemnost Tao, Malá galerie České spořitelny, Kladno
- 2008 Hluboká tajemnost Tao, Lidická galerie, Lidice
  - Nie tračmy sie z oczu, Galeria Katowice
  - Nekonečnost iluze, Mezinárodní multimediální výstava, Nové Město nad Metují
  - Totalitní krajina, Hornický skanzen Mayrau, Vinařice u Kladna
- 2009 Hluboká tajemnost Tao, Výstavní síň Pod věží, Třeboň
- 2010 Prague Photo 2010, Výstavní síň Mánes, Praha,
  - Paris Photo 2010, Louvre, Paříž
- 2011 Labirynt, Festiwal Nowej Sztuki, Festival der Neuen Kunst, Slubice-Frankfurt nad Odrou
- 2012 Lidická sbírka, nová trvalá expozice, Lidická galerie, Lidice
  - Cesta světla, závěrečný soubor triptychu výstav, Kolín
  - 5. Kladenský salon, Zámecká galerie města Kladna
- 2013 Ateliér 74, Zámecká galerie města Kladna
  - Vnitřní okruh v současné české fotografii, Galerie hlavního města Prahy
  - Vnitřní okruh v současné české fotografii, Mesiac fotografie 2013, Galerie hl. m. Bratislava
  - Stíny, RGB-Y, Labirynt, Festival Nowej Sztuki, Festival der Neuen Kunst, Slubice-Frankfurt nad Odrou
- 2014 Prague Photo, Kafkův dům, Praha
  - Vnitřní okruh v současné české fotografii, Galerie moderního umění, Olomouc
  - 6. Kladenský salon, Zámecká galerie města Kladna
  - Nonverbální komunikace, Festival Nowej Sztuki, Festival der Neuen Kunst, Slubice-Frankfurt nad Odrou
- 2015 Jablko Evino, Festival Nowej Sztuki, Festival der Neuen Kunst, Slubice-Frankfurt nad Odrou
  - Les – Forest – Wald, Kino Kotva, České Budějovice (spolu s: Martin Wágner, Filip Singer, Jindřich Čermák, Michael Kratochvíl, Václav Němec, Jan Vermouzek, Šimon Pikous, Bedřich Benek)
- 2016 Prague Photo 2016, Kafkův dům, Praha
  - 7. kladenský salon, Zámecká galerie města Kladna
  - Domov, Blatenský fotofestival, 11. ročník, (spolu s Bedřich Benek, Michael Kratochvíl, Václav Němec, Šimon Pikous, Lenka Pužmanová, Filip Singer, Jan Vermouzek, Martin Wágner
  - Domov, Kino Kotva, České Budějovice
  - Za těmi slovy, Miloš Kim Houdek, Literární plakáty vydané Polabskou kulturní společností
- 2017 35 let poté, Galerie Kladenského zámku, Black & White (s Jiřím Hankem)
  - Domov, Malá galerie České spořitelny Kladno
  - Identita, Blatenský fotofestival, 12. ročník (spolu s Skupinouneskupinou – Bedřich Benek, Katarina Grichochová, Michael Kratochvíl, Václav Němec, Šimon Pikous, Lenka Pužmanová, Martin Wágner, Zuzana Zbořilová)
- 2018 8. kladenský salon, Zámecká galerie města Kladna (U Bílého lva)
  - Identita, Kino Kotva, České Budějovice
- 2019 Jiří Hanke a rodinné balení, Galerie G4, Cheb
- 2020 Jolana Havelková a autoři Šest pohlednic, Dům pánů z Kunštátu, Brno
  - 9. kladenský salon, Zámecká galerie města Kladna (Trochu morbidní obrazy)
  - Jiří Hanke a rodinné balení, Blatenský fotofestival 15. ročník, Městské muzeum Blatná
  - Výstava Projekt 101, Asociace profesionálních fotografů, Galerie 1, Praha
- 2021 Výstava Projekt 101, Asociace profesionálních fotografů, Muzeum fotografie a obrazových médií Jindřichův Hradec
- 2022 10. kladenský salon, Zámecká galerie města Kladna
- 2023 Magie místa Asociace profesionálních fotografů, Galerie 1, Praha, repríza Galerie G4, Cheb, 21. 4 –31. 5. 2023
- 2023 Jitka a Květa Válová ve fotografiích, Artinbox Gallery, Praha,
- 31. března – 3. května 2023

## Zastoupení ve sbírkách
- Uměleckoprůmyslové museum v Praze
- Moravská galerie v Brně
- Leica Gallery Prague
- Lidická galerie, Lidice
- Soukromé sbírky u nás i v zahraničí